# Se dagens lys
Se dagens lys er en dansk film fra 2003 af Steen Rasmussen og Michael Wikke på baggrund af Svend Åge Madsens bog af samme navn.

## Handling
Filmen tager udgangspunkt i Svend Aage Madsens bog af samme navn. Samfundet i filmen er et slags ”udskiftningssamfund”, hvor alle vågner op til et helt nyt liv – hver dag. Det vil sige at man får et nyt hus, en ny ægtefælle, nye børn og nyt arbejde. På den måde kommer de ikke til at hænge fast i rutiner og den trivielle hverdags-trummerum.
Men en dag forelsker Elef og Maya sig i hinanden, og de vil være sammen mere end den ene dag, samfundscomputeren Madam Datam sørger for. Derfor beslutter de sig for at bryde ud af systemet og dermed starter deres flugt og jagt på ligesindede. Systemet tager en grusom hævn over dem i det øjeblik Maya og Elef tror det er lykkedes dem at få deres eget liv.
Magter de at tage kampen op mod systemet?

## Medvirkende
- Jens Jørn Spottag – Elef
- Kaya Brüel – Maya
- Vigga Bro – Varinka
- Ole Thestrup – Agge
- Elin Reimer – Moder
- Anders W. Berthelsen – Kean
- Helle Virkner – Hanne
- Vera Gebuhr – Gigi
- Nicolaj Kopernikus – Snorre
- Morten Lützhøft – Palle
- Marina Bouras – Rød Partner 1
- Helene Egelund – Judith, Grøn Partner
- Steen Stig Lommer – Grøn Ven
- Thomas Bo Larsen – Grøn kollega
- Charlotte Munck – Inga, Gul Partner
- Christiane Bjørg Nielsen – Gul Partner
- Trine Pallesen – Blå Partner
- Lars Mikkelsen – John, Blå Ven
- Charlotte Fich – Gunhild, Blå Ven
- Stine Stengade – Blå Kollega
- Birgit Sadolin – Birgit Sadolin – Blå Mor

## Eksterne links
- DR-fiktion Arkiveret 18. april 2009 hos  Wayback Machine
- Se dagens lys på Internet Movie Database (engelsk)
- Se dagens lys på Filmdatabasen
- Se dagens lys på The Movie Database (engelsk)